# Rodakowe
Rodakowe (ukr. Родакове) – osiedle typu miejskiego na Ukrainie, w obwodzie ługańskim, w faktycznie niefunkcjonującym rejonie ałczewskim, od 2014 pod kontrolą marionetkowej, uzależnionej od Rosji Ługańskiej Republiki Ludowej. W 2001 liczyło 6670 mieszkańców, spośród których 2693 wskazało jako ojczysty język ukraiński, 3838 rosyjski, 4 białoruski, 20 ormiański, 14 inny, a 101 osób się nie zadeklarowało.

## Urodzeni
- Ołeksandr Laszko